# Карл Пруски
Фридрих Карл Александер Пруски (на немски: Friedrich Karl/Carl Alexander von Preußen) е принц на Кралство Прусия, генерал-полковник, пруски генерал-фелдмаршал (5 февруари 1857). Той се нарича с името си Карл.
Роден е на 29 юни 1801 в двореца Шарлотенбург, Берлин. Той е третият син на пруския крал Фридрих Вилхелм III (1770 – 1840) и съпругата му принцеса Луиза фон Мекленбург-Щрелиц (1776 – 1810), дъщеря на великия херцог Карл II фон Мекленбург-Щрелиц (1741 – 1816) и принцеса Фридерика Каролина Луиза фон Хесен-Дармщат (1752 – 1782). Брат е на Фридрих Вилхелм IV (1795 – 1864), крал на Прусия, Вилхелм I (1797 – 1888), император на Прусия, и Шарлота/Александра Фьодоровна (1798 – 1860), императрица на Русия.
Карл присъства на коронизацията на сестра си като царица Александра Фьодоровна в Москва и често я придружава в пътуванията. През 1811 г. на 10 години Карл влиза в пруската войска и става секонде-лейтенант в „гарда-регимента“. През 1819 г. той е член с глас в „Пруския държавен съвет“ (1817 – 1918).
През 1820 г. започва активната му военна кариера като майор, през 1822 г. става полковник и на 30 март 1824 г. генерал-майор, на 23 септември 1844 г. той има ранг генерал на инфантерията, и през март 1848 г. е инспектор на 2. армия. На 30 март 1854 г. той е шеф на пруската артилерия.
Карл често пътува в Русия при любимата му сестра Шарлота, съпругата на цар Николай I. Пътува често и на дипломатически мисии за брат му Фридрих Вилхелм IV в чужбина. От 1864 до 1866 г. Карл е губернатор на Майнц. Той има много рицарски награди и събира множество антични произведения.
Карл Пруски умира на 81 години на 21 януари 1883 г. в Берлин. Гробът му се намира в църквата „Св. Петър и Павел“ в Берлин-Ванзее.

## Фамилия
Карл Пруски се жени на 26 май 1827 г. в Шарлотенбург за принцеса Мария Луиза Александрина фон Саксония-Ваймар-Айзенах (* 3 февруари 1808, Ваймар; 18 януари 1877, Берлин), дъщеря на велик херцог Карл Фридрих фон Саксония-Ваймар-Айзенах (1783 – 1853) и руската велика княгиня Мария Павловна (1786 – 1859). Нейната сестра Августа Луиза Катерина (1811 – 1890) се омъжва 1829 г. за брат му Вилхелм I от Прусия и става императрица на Германия.
Карл Пруски и Мария фон Саксония-Ваймар-Айзенах (1808 – 1877) имат три деца:
- Фридрих Карл Николаус Пруски (* 20 март 1828 в Берлин; † 15 юни 1885 в ловния дворец Клайн-Глинике), женен на 29 ноември 1854 г. в Десау за втората си братовчедка принцеса Мария Анна фон Анхалт-Десау (* 14 септември 1837 в Десау; † 12 май 1906)
- Мария Луиза Анна (* 1 март 1829, Берлин; † 10 май 1901, Франкфурт), омъжена в Шарлотенбург на 27 юни 1854 г. (развод 1861) за ландграф Алексис фон Хесен-Филипстал-Бархфелд (* 13 септември 1828; † 16 август 1905), син на ландграф Карл фон Хесен-Филипстал-Бархфелд (1784 – 1854)
- Мария Анна Фридерика (* 17 май 1836, Берлин; † 12 юни 1918, Франкфурт), омъжена в Шарлотенбург на 26 май 1853 г. за ландграф Фридрих Вилхелм фон Хесен-Касел (* 26 ноември 1820; † 14 октомври 1884), син на ландграф Вилхелм фон Хесен-Касел (1787 – 1867)